# منات ترکمنستان
منات یکای پول کشور ترکمنستان است واژه منات از واژه  روسی «монета» (مُنِتا) به معنی سکه گرفته شده‌است. مُنتا خود از ریشه لاتین است.
بانک مرکزی ترکمنستان اعلام کرد که ارزش یک دلار آمریکا برابر ۲ منات و ۸۴ تنگه یکای پول جدید این کشور است در حالی که در گذشته ارزش ۱ هزار و ۲۰۰ منات برابر یک دلار بود. از تاریخ اول ژانویه ۲۰۱۶ بانک مرکزی ترکمنستان ضریب برابری منات با دلار را کاهش داد و اکنون هر ۱ منات و ۵۰ تنگه برابر با یک دلار آمریکا می‌باشد. بر اساس شایعات به وجود آمده به زودی بانک مرکزی ترکمنستان نرخ برابری منات به دلار آمریکا را به یک دلار در برابر پنج منات تغییر خواهد داد.

## اسکناس‌ها

### منات نخست
| نگاره | نگاره                             | بها         | ابعاد         | رنگ                           | شرح                                       | شرح                       | تاریخ چاپ      |
| رو    | پشت                               | بها         | ابعاد         | رنگ                           | رو                                        | پشت                       | تاریخ چاپ      |
| ----- | --------------------------------- | ----------- | ------------- | ----------------------------- | ----------------------------------------- | ------------------------- | -------------- |
|       |                                   | ۱ منات      | ۱۲۰ x ۶۰ mm   | نارنجی و قرمز                 | فرهنگستان علوم، عشق‌آباد                   | یادمان ایل‌ارسلان          | ۱۹۹۳           |
|       |                                   | ۵ منات      | ۱۲۵ x ۶۲٫۵ mm | آبی                           | انستیتو پلی‌تکنیک بازچلیک اکو، عشق‌آباد     | آرامگاه ابوسید            | ۱۹۹۳           |
|       |                                   | ۱۰ منات     | ۱۳۳ x ۶۶ mm   | قهوه‌ای                        | ساختمان ارتباطات (عشق‌آباد)، صفرمراد نیازف | آرامگاه تکسین             | ۱۹۹۳           |
|       |                                   | ۲۰ منات     | ۱۳۹ x ۶۹ mm   | آبی و سفید                    | کتابخانه ملی (عشق‌آباد)، صفرمراد نیازف     | آرامگاه آستانه‌بابا        | ۱۹۹۳ ۱۹۹۵      |
|       |                                   | ۵۰ منات     | ۱۴۴ x ۷۲ mm   | نارنجی و قهوه‌ای               | یادمان افتخار شوروی، صفرمراد نیازف        | مسجد                      | ۱۹۹۳ ۱۹۹۵      |
|       |                                   | ۱۰۰ منات    | ۱۵۰ x ۷۵ mm   | آبی و نارنجی                  | کاخ ریاست‌جمهوری (عشق‌آباد)، صفرمراد نیازف  | آرامگاه سلطان سنجر سلجوقی | ۱۹۹۳ ۱۹۹۵      |
|       |                                   | ۵۰۰ منات    | ۱۵۶ x ۷۸ mm   | قرمز و بنفش                   | تئاتر ملی (عشق‌آباد)، صفرمراد نیازف        | آرامگاه توربی خانم        | ۱۹۹۳ ۱۹۹۵      |
|       |                                   | ۱,۰۰۰ منات  | ۱۵۶ x ۷۸ mm   | سبز و قرمز                    | کاخ ریاست‌جمهوری (عشق‌آباد)، صفرمراد نیازف  | نشان ملی ترکمستان         | ۱۹۹۵           |
|       |                                   | ۵,۰۰۰ منات  | ۱۵۶ x ۷۸ mm   | بنفش                          | کاخ ریاست‌جمهوری (عشق‌آباد)، صفرمراد نیازف  | نشان ملی ترکمستان         | ۱۹۹۶           |
|       |                                   | ۱۰,۰۰۰ منات | ۱۵۶ x ۷۸ mm   | آبی و قهوه‌ای                  | کاخ ریاست‌جمهوری (عشق‌آباد)، صفرمراد نیازف  | نشان ملی ترکمستان         | ۱۹۹۶ ۱۹۹۹ ۲۰۰۰ |
|       |                                   | ۱۰,۰۰۰ منات | ۱۵۶ x ۷۸ mm   | آبی و قهوه‌ای                  | کاخ ترکمنباشی (عشق‌آباد)، صفرمراد نیازف    | مسجد صفرمراد حاجی         | ۱۹۹۸ ۱۹۹۹      |
|       | یادمان بی‌طرفی، کاخ روحیه، عشق‌آباد | ۱۰,۰۰۰ منات | ۱۵۶ x ۷۸ mm   | آبی و قهوه‌ای                  | کاخ ترکمنباشی (عشق‌آباد)، صفرمراد نیازف    | ۲۰۰۰                      |                |
|       | قهوه‌ای روشن                       | ۱۰,۰۰۰ منات | ۱۵۶ x ۷۸ mm   | یادمان استقلال و صلح، عشق‌آباد | کاخ ترکمنباشی (عشق‌آباد)، صفرمراد نیازف    | ۲۰۰۳ ۲۰۰۵                 |                |

در سال ۲۰۰۵ از اسکناس‌های جدید رونمایی شد. در واقع قرار بود این اسکناس‌ها، با نرخ هر منات جدید برابر هزار منات قدیم، جایگزین منات نخست شوند ولی تعیین نرخ به تعویق افتاده اسکناس‌های جدید در کنار اسکناس‌های قدیم در گردش قرار گرفتند.
| نگاره | نگاره | بها        | ابعاد       | رنگ | رنگ     | شرح                               | شرح                              | شرح                             | تاریخ | تاریخ     | تاریخ          | منبع  |
| رو | پشت   | بها        | ابعاد       | رنگ | رنگ     | رو                                | پشت                              | ته‌نقش                           | چاپ   | انتشار    | خروج از گردش   | منبع  |
| --- | ----- | ---------- | ----------- | --- | ------- | --------------------------------- | -------------------------------- | ------------------------------- | ----- | --------- | -------------- | ----- |
| |       | ۵۰ منات    | ۱۴۴ × ۷۲ mm |     | ارغوانی | نشان ملی ترکمنستان، صفرمراد نیازف | اسب ترکمن، عشق‌آباد               | صفرمراد نیازف به همراه امضای او | ۲۰۰۵  | حدود ۲۰۰۵ | ۳۱ دسامبر ۲۰۱۰ | [ ۱ ] |
| |       | ۱۰۰ منات   | ۱۵۰ × ۷۵ mm |     | قرمز    | نشان ملی ترکمنستان، صفرمراد نیازف | ساختمان بانک مرکزی، عشق‌آباد      | صفرمراد نیازف به همراه امضای او | ۲۰۰۵  | حدود ۲۰۰۵ | ۳۱ دسامبر ۲۰۱۰ | [ ۱ ] |
| |       | ۵۰۰ منات   | ۱۵۰ × ۷۵ mm |     | قهوه‌ای  | نشان ملی ترکمنستان، صفرمراد نیازف | جواهر ترکمن                      | صفرمراد نیازف به همراه امضای او | ۲۰۰۵  | حدود ۲۰۰۵ | ۳۱ دسامبر ۲۰۱۰ | [ ۱ ] |
| |       | ۱,۰۰۰ منات | ۱۵۰ × ۷۵ mm |     | سبز     | نشان ملی ترکمنستان، صفرمراد نیازف | کاخ ریاست‌جمهوری اغوزخان، عشق‌آباد | صفرمراد نیازف به همراه امضای او | ۲۰۰۵  | حدود ۲۰۰۵ | ۳۱ دسامبر ۲۰۱۰ | [ ۱ ] |
| |       | ۵,۰۰۰ منات | ۱۵۰ × ۷۵ mm |     | آبی     | نشان ملی ترکمنستان، صفرمراد نیازف | کاخ ریاست‌جمهوری اغوزخان، عشق‌آباد | صفرمراد نیازف به همراه امضای او | ۲۰۰۵  | حدود ۲۰۰۵ | ۳۱ دسامبر ۲۰۱۰ | [ ۱ ] |
| These images are to scale at 0.7 pixels per millimeter. For table standards, see the banknote specification table. |       |            |             |     |         |                                   |                                  |                                 |       |           |                |       |

### منات دوم
در سال ۲۰۰۹ دولت ترکمنستان طرح منات را تغییر داد
طرح جدید یکای پول ترکمنستان در اسکناس‌های ۱، ۵، ۱۰، ۲۰، ۵۰، ۱۰۰ و ۵۰۰ و ۱۰۰۰ مناتی است که ارزش یک منات آن برابر پنج هزار منات قبلی است.
بانک مرکزی ترکمنستان بدون آنکه تعداد صفرهای منات را تغییر دهد اعلام کرده بود هر منات جدید معادل ۵ هزار منات قدیم خواهد بود. بالاترین مبلغ اسکناس‌های منات قدیمی، اسکناس ۱۰ هزار مناتی بود در حالی که در اسکناس‌های جدید بالاترین مبلغ مربوط به اسکناس ۱۰۰۰ مناتی می‌باشد.
البته در سال ۲۰۱۴ دولت ترکمنستان منات ۱، ۲، ۵، ۱۰ ،۲۰ تولید کرد که جای منات رقم تا ۱۰۰۰ را بگیرد ولی چون مبلغ زیادی از پول در خارج از کشور قرار داشت نتوانست جوابگوی بانک جهانی باشد و پول خود را در سال ۲۰۱۶ به واحد قبل تغییر داد.
در حالی که در اسکناس‌های قدیمی منات ترکمنستان عکس‌ها و طرح‌های صفرمراد نیازف اولین رئیس‌جمهور ترکمنستان ملقب به ترکمنباشی به چشم می‌خورد در اسکناس‌های جدید در کنار تصویر ترکمنباشی، تصاویر بزرگان و مشاهیر ترک‌زبان همچون اغوزخان، دده قورقود (قورقود آتا)، طغرل بیک ترکمان سلجوقی، سلطان سنجر و مخدوم‌قلی نیز به چشم می‌خورند.
| نگاره | نگاره                                                                | بها      | ابعاد       | رنگ                                  | رنگ          | شرح                                | شرح                                 | شرح                                  | تاریخ                | تاریخ          | تاریخ          | منبع              |
| رو | پشت                                                                  | بها      | ابعاد       | رنگ                                  | رنگ          | رو                                 | پشت                                 | ته‌نقش                                | چاپ                  | انتشار         | خروج از گردش   | منبع              |
| --- | -------------------------------------------------------------------- | -------- | ----------- | ------------------------------------ | ------------ | ---------------------------------- | ----------------------------------- | ------------------------------------ | -------------------- | -------------- | -------------- | ----------------- |
| |                                                                      | ۱ منات   | ۱۲۰ × ۶۰ mm |                                      | سبز و نارنجی | نشان ملی ترکمنستان، طغرل بیک       | مرکز فرهنگی ترکمنستان، عشق‌آباد      | طغرل بیک، ماه و پنج ستاره پرچم       | - ۲۰۰۹ - ۲۰۲۱ - ۲۰۱۴ | ۱ ژانویه ۲۰۰۹  | در گردش        | [ ۳ ] [ ۴ ] [ ۵ ] |
| | همچون بالا به همراه نشان بازی‌های آسیایی داخل سالن و هنرهای رزمی ۲۰۱۷ | ۱ منات   | ۱۲۰ × ۶۰ mm | فرودگاه بین‌المللی عشق‌آباد، ترکمن‌ست ۱ | سبز و نارنجی | ۲۰۱۷                               | ۱۷ سپتامبر ۲۰۱۷                     | طغرل بیک، ماه و پنج ستاره پرچم       | [ ۶ ]                |                | در گردش        |                   |
| | همچون بالا به همراه نشان ۲۵مین سالگرد بی‌طرفی                         | ۱ منات   | ۱۲۰ × ۶۰ mm | بندر بین‌المللی ترکمنباشی، ترکمن‌ست ۱  | سبز و نارنجی | ۲۰۲۰                               | ۱۲ دسامبر ۲۰۲۰                      | طغرل بیک، ماه و پنج ستاره پرچم       | [ ۷ ]                |                | در گردش        |                   |
| |                                                                      | ۵ منات   | ۱۲۶ × ۶۳ mm |                                      | قهوه‌ای       | نشان ملی ترکمنستان، سلطان سنجر     | یادمان‌های استقلال و بی‌طرفی، عشق‌آباد | سلطان سنجر، ماه و پنج ستاره پرچم     | - ۲۰۰۹ - ۲۰۱۲        | ۱ ژانویه ۲۰۰۹  | در گردش        | [ ۳ ] [ ۴ ]       |
| | همچون بالا به همراه نشان بازی‌های آسیایی داخل سالن و هنرهای رزمی ۲۰۱۷ | ۵ منات   | ۱۲۶ × ۶۳ mm | مرکز دوچرخه‌سواری عشق‌آباد             | قهوه‌ای       | ۲۰۱۷                               | ۱۷ سپتامبر ۲۰۱۷                     | سلطان سنجر، ماه و پنج ستاره پرچم     | [ ۶ ]                |                | در گردش        |                   |
| | همچون بالا به همراه نشان ۲۵مین سالگرد بی‌طرفی                         | ۵ منات   | ۱۲۶ × ۶۳ mm | یادمان‌های استقلال و بی‌طرفی، عشق‌آباد  | قهوه‌ای       | ۲۰۲۰                               | ۱۲ دسامبر ۲۰۲۰                      | سلطان سنجر، ماه و پنج ستاره پرچم     | [ ۷ ]                |                | در گردش        |                   |
| |                                                                      | ۱۰ منات  | ۱۳۲ × ۶۶ mm |                                      | قرمز         | نشان ملی ترکمنستان، مخدوم‌قلی فراغی | ساختمان بانک مرکزی، عشق‌آباد         | مخدوم‌قلی فراغی، ماه و پنج ستاره پرچم | - ۲۰۰۹ - ۲۰۱۲        | ۱ ژانویه ۲۰۰۹  | در گردش        | [ ۳ ] [ ۴ ]       |
| | همچون بالا به همراه نشان بازی‌های آسیایی داخل سالن و هنرهای رزمی ۲۰۱۷ | ۱۰ منات  | ۱۳۲ × ۶۶ mm | مرکز هنرهای رزمی، عشق‌آباد            | قرمز         | ۲۰۱۷                               | ۱۷ سپتامبر ۲۰۱۷                     | مخدوم‌قلی فراغی، ماه و پنج ستاره پرچم | [ ۶ ]                |                | در گردش        |                   |
| | همچون بالا به همراه نشان ۲۵مین سالگرد بی‌طرفی                         | ۱۰ منات  | ۱۳۲ × ۶۶ mm | ساختمان بانک مرکزی، عشق‌آباد          | قرمز         | ۲۰۲۰                               | ۱۲ دسامبر ۲۰۲۰                      | مخدوم‌قلی فراغی، ماه و پنج ستاره پرچم | [ ۷ ]                |                | در گردش        |                   |
| |                                                                      | ۲۰ منات  | ۱۳۸ × ۶۹ mm |                                      | ارغوانی      | نشان ملی ترکمنستان، کوراوغلو       | کاخ روحیه، عشق‌آباد                  | کوراوغلو، ماه و پنج ستاره پرچم       | - ۲۰۰۹ - ۲۰۱۲        | ۱ ژانویه ۲۰۰۹  | در گردش        | [ ۳ ] [ ۴ ]       |
| | همچون بالا به همراه نشان بازی‌های آسیایی داخل سالن و هنرهای رزمی ۲۰۱۷ | ۲۰ منات  | ۱۳۸ × ۶۹ mm | مرکز ورزش‌های داخل سالن، عشق‌آباد      | ارغوانی      | ۲۰۱۷                               | ۱۷ سپتامبر ۲۰۱۷                     | کوراوغلو، ماه و پنج ستاره پرچم       | [ ۶ ]                |                | در گردش        |                   |
| | همچون بالا به همراه نشان ۲۵مین سالگرد بی‌طرفی                         | ۲۰ منات  | ۱۳۸ × ۶۹ mm | کاخ روحیه، عشق‌آباد                   | ارغوانی      | ۲۰۲۰                               | ۱۲ دسامبر ۲۰۲۰                      | کوراوغلو، ماه و پنج ستاره پرچم       | [ ۷ ]                |                | در گردش        |                   |
| |                                                                      | ۵۰ منات  | ۱۴۴ × ۷۲ mm |                                      | سبز          | نشان ملی ترکمنستان، دده قورقوت     | ساختمان پارلمان، عشق‌آباد            | دده قورقوت، ماه و پنج ستاره پرچم     | - ۲۰۰۹ - ۲۰۱۴        | ۱ ژانویه ۲۰۰۹  | در گردش        | [ ۳ ] [ ۵ ]       |
| | همچون بالا به همراه نشان بازی‌های آسیایی داخل سالن و هنرهای رزمی ۲۰۱۷ | ۵۰ منات  | ۱۴۴ × ۷۲ mm | مرکز ورزش‌های داخل سالن، عشق‌آباد      | سبز          | ۲۰۱۷                               | ۱۷ سپتامبر ۲۰۱۷                     | دده قورقوت، ماه و پنج ستاره پرچم     | [ ۶ ]                |                | در گردش        |                   |
| | همچون بالا به همراه نشان ۲۵مین سالگرد بی‌طرفی                         | ۵۰ منات  | ۱۴۴ × ۷۲ mm | ساختمان پارلمان، عشق‌آباد             | سبز          | ۲۰۲۰                               | ۱۲ دسامبر ۲۰۲۰                      | دده قورقوت، ماه و پنج ستاره پرچم     | [ ۷ ]                |                | در گردش        |                   |
| |                                                                      | ۱۰۰ منات | ۱۵۰ × ۷۵ mm |                                      | آبی          | نشان ملی ترکمنستان، اغوزخان        | کاخ ریاست‌جمهوری اغوزخان، عشق‌آباد    | اغوزخان، ماه و پنج ستاره پرچم        | - ۲۰۰۹ - ۲۰۱۴        | ۱ ژانویه ۲۰۰۹  | در گردش        | [ ۳ ] [ ۵ ]       |
| | همچون بالا به همراه نشان بازی‌های آسیایی داخل سالن و هنرهای رزمی ۲۰۱۷ | ۱۰۰ منات | ۱۵۰ × ۷۵ mm | استادیوم المپیک، عشق‌آباد             | آبی          | ۲۰۱۷                               | ۱۷ سپتامبر ۲۰۱۷                     | اغوزخان، ماه و پنج ستاره پرچم        | [ ۶ ]                |                | در گردش        |                   |
| | همچون بالا به همراه نشان ۲۵مین سالگرد بی‌طرفی                         | ۱۰۰ منات | ۱۵۰ × ۷۵ mm | کاخ ریاست‌جمهوری اغوزخان، عشق‌آباد     | آبی          | ۲۰۲۰                               | ۱۲ دسامبر ۲۰۲۰                      | اغوزخان، ماه و پنج ستاره پرچم        | [ ۷ ]                |                | در گردش        |                   |
| |                                                                      | ۵۰۰ منات | ۱۵۶ × ۷۸ mm |                                      | نارنجی       | نشان ملی ترکمنستان، صفرمراد نیازف  | مسجد روح ترکمنباشی                  | صفرمراد نیازف، ماه و پنج ستاره پرچم  | ۲۰۰۹                 | هرگز منتشر نشد | هرگز منتشر نشد | [ ۸ ]             |
| These images are to scale at 0.7 pixels per millimeter. For table standards, see the banknote specification table. |                                                                      |          |             |                                      |              |                                    |                                     |                                      |                      |                |                |                   |

## سکه‌ها
همزمان با انتشار اسکناس جدید منات، سکه‌هایی برای نخستین بار با عنوان تنگه ضرب شد که ارزش هر ۱۰۰ تنگه برابر یک منات است. 

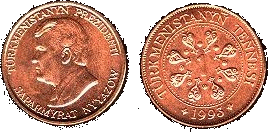
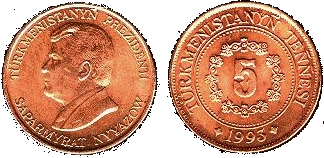
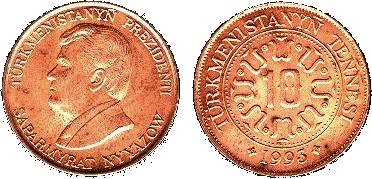